# Ramon Tarruella i Ribó
Ramon Tarruella i Ribó (Barcelona, 2 d'octubre de 1924 - 20 de gener de 1984) fou un fotògraf i fotoperiodista català que treballà com a corresponsal a la Cerdanya.
Des de ben jove compaginà la feina al bar de la família amb la fotografia que aprengué de manera autodidacta. Durant el servei militar va desenvolupar una pleuresia que al 1953 el portà a fer una cura a Llívia. Un any més tard s'instal·là definitivament a Puigcerdà on obrí un estudi fotogràfic i treballà com a corresponsal de publicacions com La Vanguardia, Los Sitios, L'Indépendant, Lecturas o l'agència Europa Press.
Al 1979, per motius de salut, tornà a Barcelona, on morí als 59 anys.